# Edificio monumentale al Ponte Crotte
L'edificio monumentale al Ponte Crotte è una struttura storica situata in via Crotte 2, nel quartiere di Urago Mella, nella zona occidentale della città di Brescia.
L'immobile è stato dichiarato di interesse storico dalla Soprintendenza Archeologia, Belle Arti e Paesaggio per le province di Bergamo e Brescia nel dicembre 2023 ed è incluso tra i beni tutelati dalla Regione Lombardia. L'edificio è frutto di una complessa stratificazione architettonica sviluppatasi tra il XV e il XX secolo.

## Storia
Nel sito loco della struttura, prima di suddetta era presente una Necropoli romana di ampie dimensioni, a indicarlo diversi materiali epigrafici e sepolture rinvenuti tra il XIX e XXI secolo.
La struttura si affaccia sul Ponte Crotte: di epoca romana a quattro arcate a tutto sesto, struttura indicante la presenza di una strada romana di notevoli dimensioni: la via Gallica o sua parallela intersecante per il piccolo borgo di Urago Mella.
Nel corso del medioevo non vi sono testimonianze certe di strutture, la zona tuttavia venne utilizzata ancora come necropoli almeno fino al VII secolo.
È durante la peste del '400 che si costituisce in quello stesso terreno una struttura commemorativa per i morti dalla pestilenza, a testimoniarlo alcuni stilemi re-inglobati nell'edificio e un'epigrafe esposta nella Pieve di Urago Mella che commemora la traslazione dei corpi dopo un'esondazione del Fiume Mella che con ogni probabilità distrusse parte della struttura commemorativa. Altri elementi suggeriscono una ricostruzione postuma nel XVIII secolo, tuttavia a seguito dell'ennesima esondazione del Mella nel 1850 essa fu rapidamente distrutta.
Certo il passaggio del comandante Camozzi giunto da Bergamo per appoggiare la rivolta delle X giornate di Brescia, scontri feroci in prossimità del Ponte tra patrioti e austriaci, i quali termineranno in disastro per i risorgimentali.
L'attuale struttura si data alla seconda metà dell'Ottocento per gli stili architettonici utilizzati e i materiali, con re-inglobate colonne marmoree di quell'antico monumento cinquecentesco e altri stilemi. Esso fu utilizzato come osteria per viandanti, successivamente trasformata in abitazione civile. È solo dal 1929 che si hanno notizie più concrete: il proprietario chiamato dagli abitanti il Sultano dividerà la struttura in cinque camere per mettere in affitto gli sfrattati di Piazza Vittoria. Con lo scoppio della Seconda Guerra Mondiale l'edificio fu utilizzato come nascondiglio dai partigiani e magazzino di armi illegali.
Terminato il periodo degli sfrattati, all'inizio degli anni '60, esso ritornerà all'antico ausilio di Osteria e casa civile fino alla morte del Sultano nel 1964. In seguito la struttura verrà rilevata dal figlio, il quale inserirà all'interno alcune attività commerciali e logistiche, sino alla sua morte nel 1990. Da quel momento la struttura entrerà nel più totale abbandono sino alla riscoperta alla fine del 2023 da parte di Associazione Capitolium e la tutela della Sovrintendenza delle provincie di Brescia e Bergamo.

## Architettura
L'edificio è diviso in 5 stanze separate da porte ad arco a tutto sesto. Lo stile attuale dell'edificio riaffiora dalla seconda metà dell'Ottocento per forma di stile romanica e per via di elementi, come il tondo orientale, di richiamo neobizantino. Esso presenta anche elementi classicheggianti e rinascimentali come le tre colonne in marmo di botticino. Una di esse è stata incisa con il nome "Berto".
Presenti alcuni stilemi ottocenteschi come una maschera rappresentante il Dio Bacco, indicativo della presenza di un'osteria di passaggio. Si rintracciano anche un clipeo con un Fauno che imbraccia il flauto di Pan, una lesena di modeste dimensioni in stile ionico databile alla prima età moderna e due lesene da quasi due metri settecentesche/ottocentesche.
All'interno della struttura i solai sono realizzati in laterocemento di tipo SAP, i pavimenti sono in gramigliato degli anni '10-'20 del novecento. Gli archi centrali esterni incorniciano le finestre, nella parte superiore presenti antichi mattoni a "spina di pesce", esistente una sovrastruttura degli anni '50-'60 creata in mattone forato. Alcune finestre e porte danti sul fiume sono state sigillate e murate. Presente un percorso di tunnel sotterranei utilizzato durante la seconda guerra mondiale.